# Johannes Lange (1940–1969)
Johannes Lange (ur. 17 grudnia 1940 w Dreźnie, zm. 9 kwietnia 1969 w Berlinie) – ofiara śmiertelna przy Murze Berlińskim zastrzelona przez żołnierzy wojsk granicznych NRD podczas próby ucieczki do Berlina Zachodniego.

## Życiorys
Po ukończeniu szkoły Lange rozpoczął naukę zawodu malarza dekoracji. Jednocześnie zgłosił się ochotniczo na pomocnika Volkspolizei, czynność tę musiał jednak po krótkim czasie zakończyć wskutek osobistego uwikłania się w konflikt z prawem. W 1959 r. uciekł do Niemiec Zachodnich, skąd powrócił jednak (z rzekomych obaw przed powołaniem do tamtejszej służby wojskowej) jeszcze w 1961 r. krótko przed wzniesieniem Muru Berlińskiego. W związku z zarzutem nielegalnego opuszczenia kraju, na mocy wyroku sądowego skazany został w 1962 r. na karę roku pozbawienia wolności. Po jej odbyciu zamieszkał wraz z partnerką doczekując się z tegoż związku wspólnego dziecka. Para rozstała się latem 1968 r., jako że jednocześnie Lange powołany został do odbycia zasadniczej służby wojskowej w szeregach NVA, jeszcze w sierpniu tego samego roku powtórnie zdecydował się na ucieczkę do RFN. Pierwsza próba nowo zaplanowanej ucieczki poprzez pokonanie granicy RFN i Czechosłowacji zakończyła się niepowodzeniem, w związku z czym pociągnięty został po raz kolejny do odpowiedzialności otrzymując wyrok 15 miesięcy pozbawienia wolności w zawieszeniu oraz zakaz podróżowania. Po raz ostatni widziano go w Dreźnie 30 marca 1969 r.

## Okoliczności śmierci
9 kwietnia 1969 r. Lange znalazł się w Berlinie, gdzie udał się w rejon umocnień granicznych w dzielnicy Mitte. Podczas dokładnych oględzin tychże w pobliżu usytuowanego w rejonie granicznym szpitala zauważony został przez żołnierzy wojsk granicznych, w związku z czym ok. godziny 22.00 wycofał się w kierunku ulicy Adalbertstraße. Pokonując niedługo potem pierwszy z płotów zabezpieczających oraz zaporę przeciwko pojazdom, zahaczył następnie o płot sygnałowy i uruchomił alarm. Ośmiu wartowników oddało z wieżyczek strażniczych łącznie 148 strzałów, trafiając uciekiniera w tył głowy, szyję oraz miednicę w momencie kiedy znajdował się już przed ostatnim z zabezpieczeń. Chcący pomóc postrzelonemu sanitariusz pobliskiego szpitala nie uzyskał zgody na jej udzielenie, wskutek czego ciężko ranny Johannes Lange zmarł na miejscu.
W celu zapobieżenia dostrzeżenia zwłok ze strony Berlina Zachodniego żołnierze niezwlocznie zabrali ciało ze strefy umocnień i ukryli je za jedną z wieżyczek. Na skutek strzałów liczne pociski trafiły również w budynki mieszkalne oraz gmach szpitala, nie odnotowano jednak jakichkolwiek rannych czy innych ofiar. Strzelający żołnierze zostali dzień później uhonorowani awansami, odznaczeniami oraz nagrodami rzeczowymi.

## Następstwa
Strzały zostały udokumentowane przez Zentrale Erfassungsstelle Salzgitter (Centralny Zarząd Ewidencji w Salzgitter). Po upadku Muru w 1989 r. przekazano dochodzenie odpowiednim organom w Berlinie, w związku z czym natychmiast wszczęto je przeciwko sprawcom. Jednemu ze strzelających żołnierzy (liczącemu w momencie zdarzenia 19 lat) postawiono zarzut umyślnego zabójstwa, w związku z czym skazany został na 15 miesięcy kary dla nieletnich w zawieszeniu, pozostałym żołnierzom nie udowodniono oddania śmiertelnych strzałów. Skazany był natomiast jedynym dobrowolnie składającym zeznania, w odróżnieniu do pozostałych oskarżonych nie otrzymał jakiegokolwiek odznaczenia, z dokumentacji procesu wynikało również, iż w związku z problemami psychicznymi poddany musiał zostać opiece lekarskiej.
Pamięci zabitego Johannesa Lange poświęcono jedno z „okienek” w berlińskim mauzoleum Gedenkstätte Berliner Mauer przy ulicy Bernauer Straße.